# オナシアゲハ
オナシアゲハ（学名：Papilio demoleus）は、チョウ目アゲハチョウ科に分類されるチョウの1種。日本では八重山諸島などで採集記録がある迷蝶。

## 特徴
成虫の胴体や翅の色彩がナミアゲハに似るが、翅の模様は大きく異なり、後翅の尾状突起がない。開長80-100mm。
成虫は民家や田畑の周辺などに多く棲息する。幼虫の食草はミカン科の柑橘類栽培種。台湾での発生は年2化とされる。

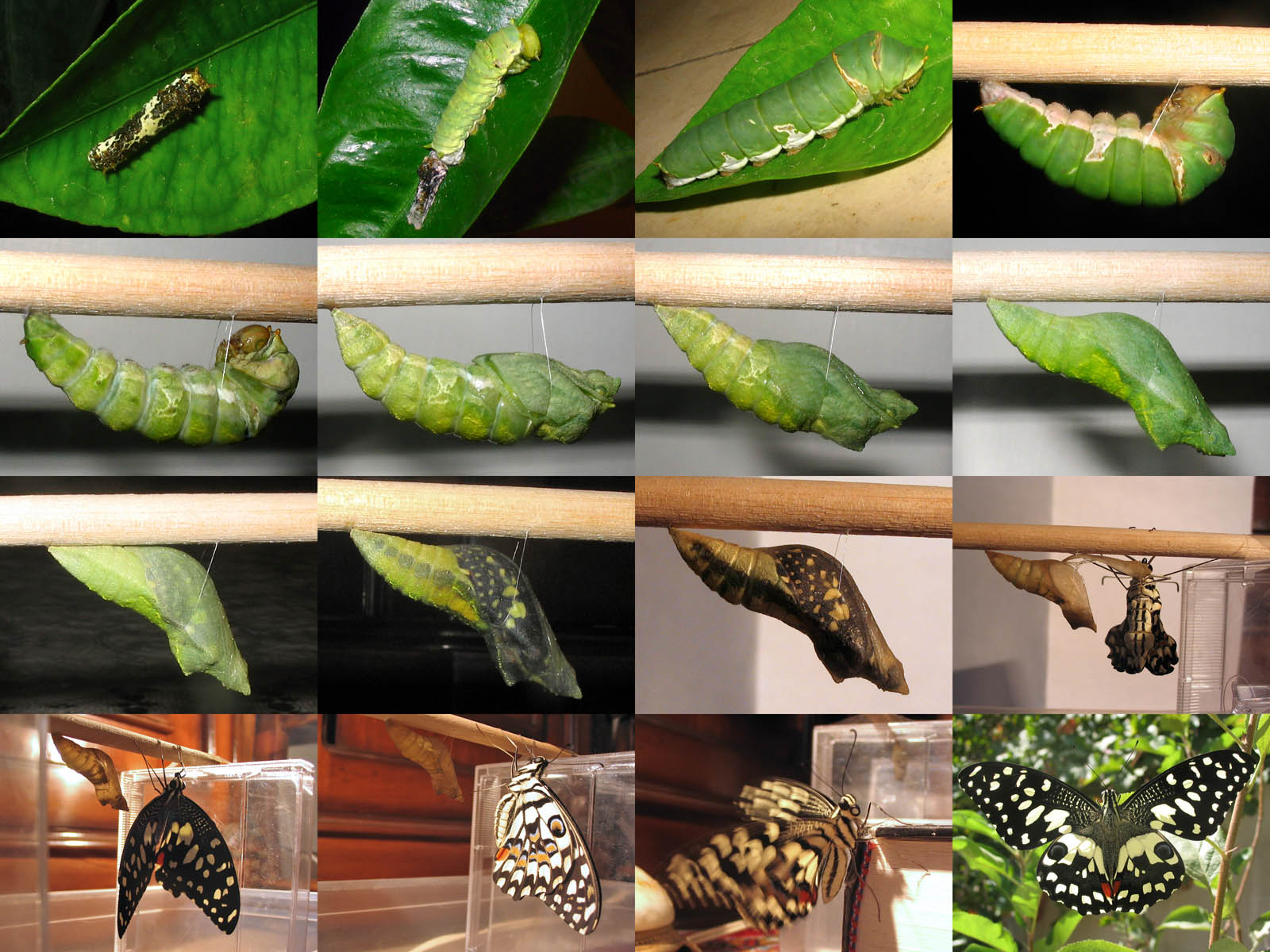
オナシアゲハの生活史

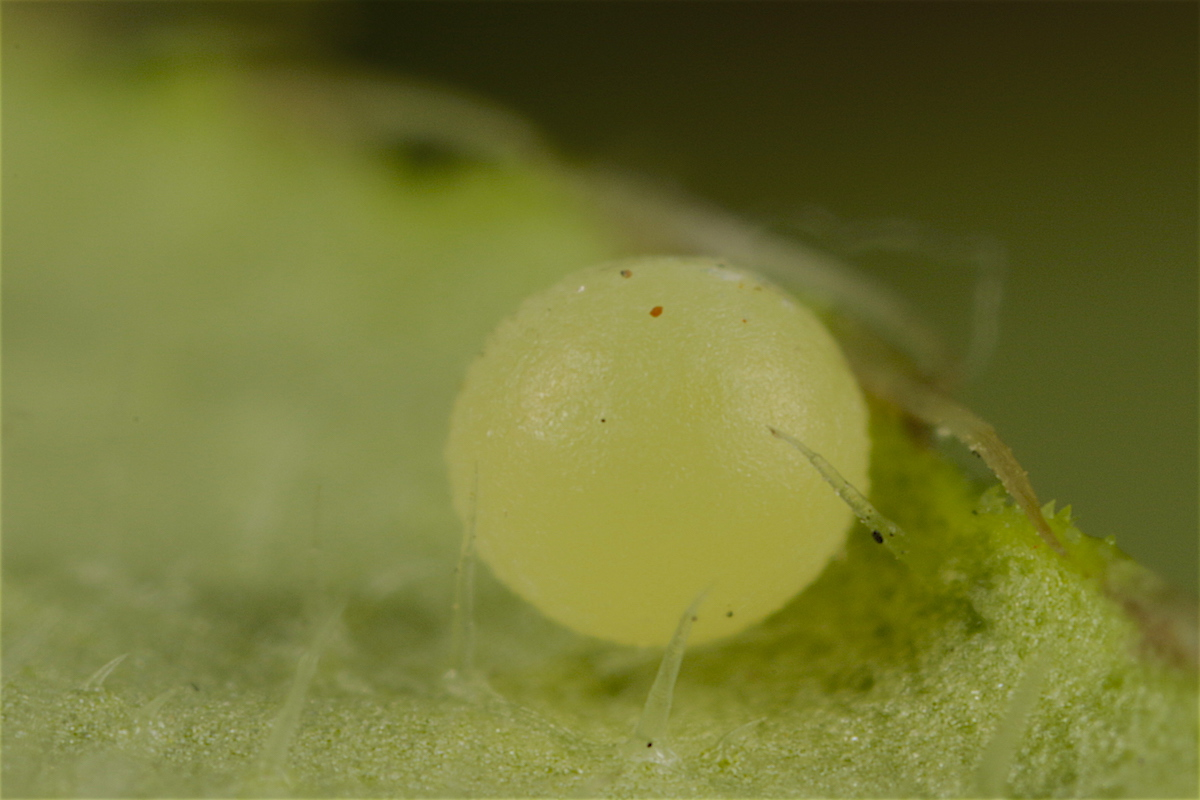
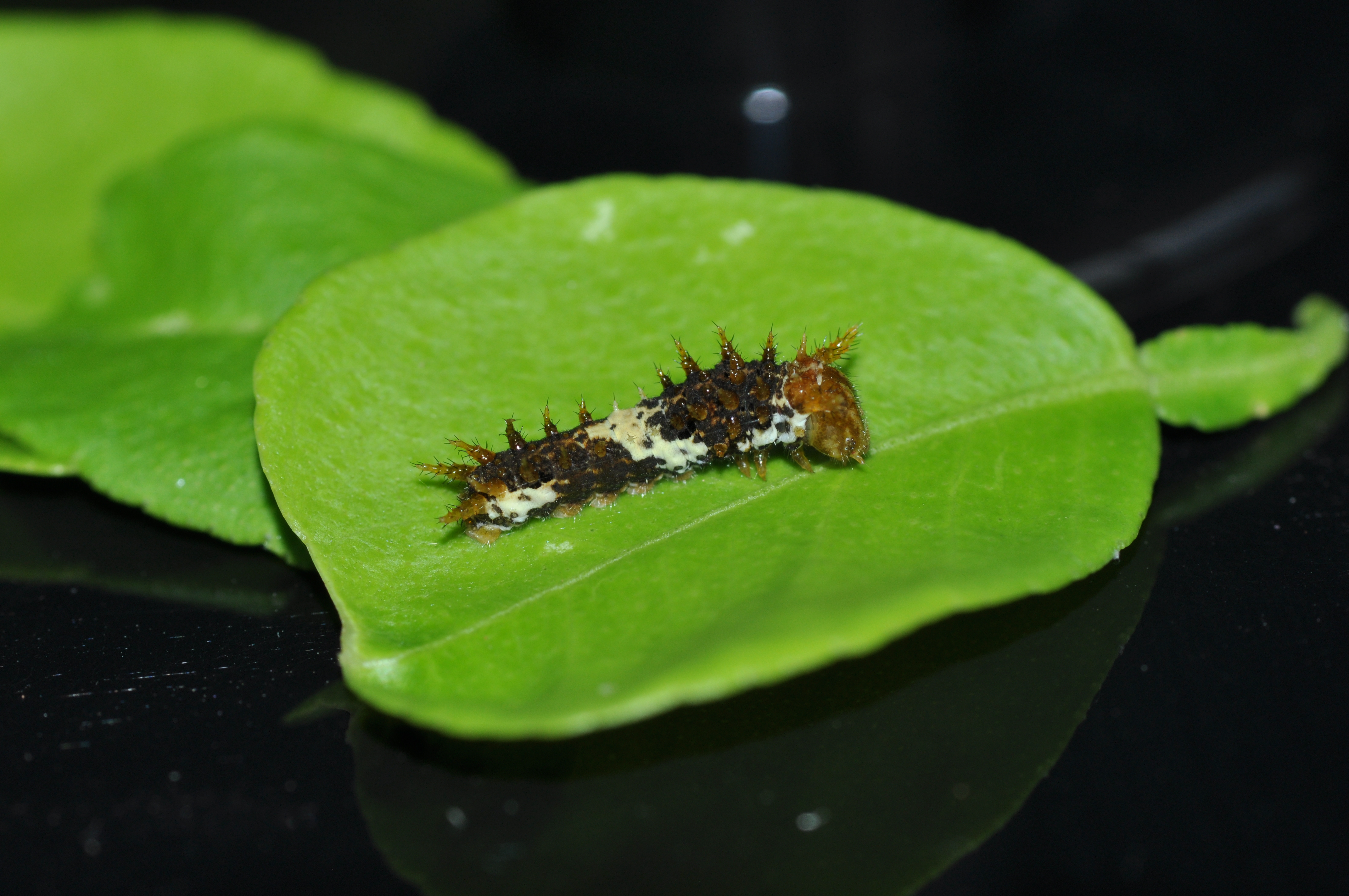
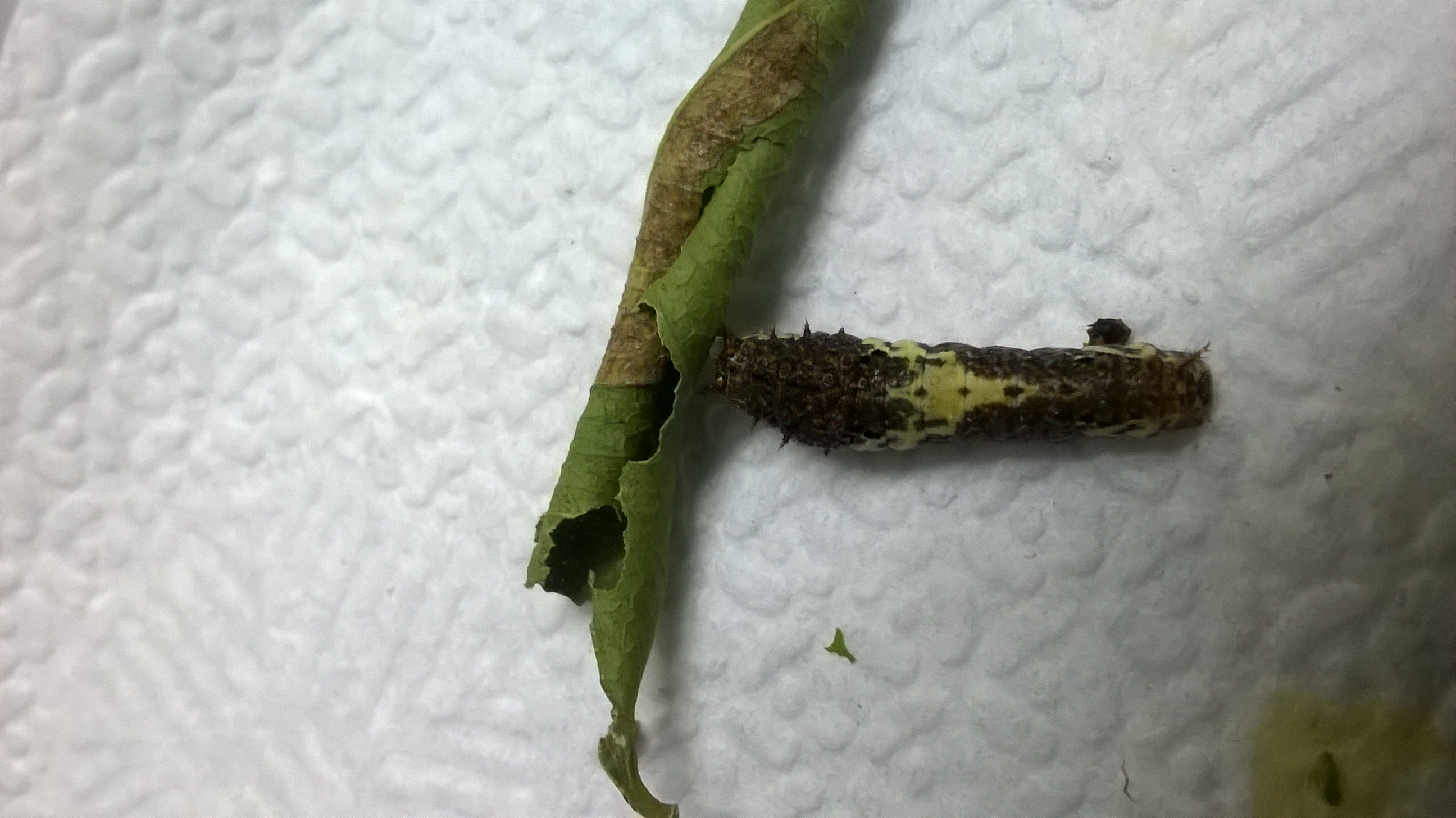
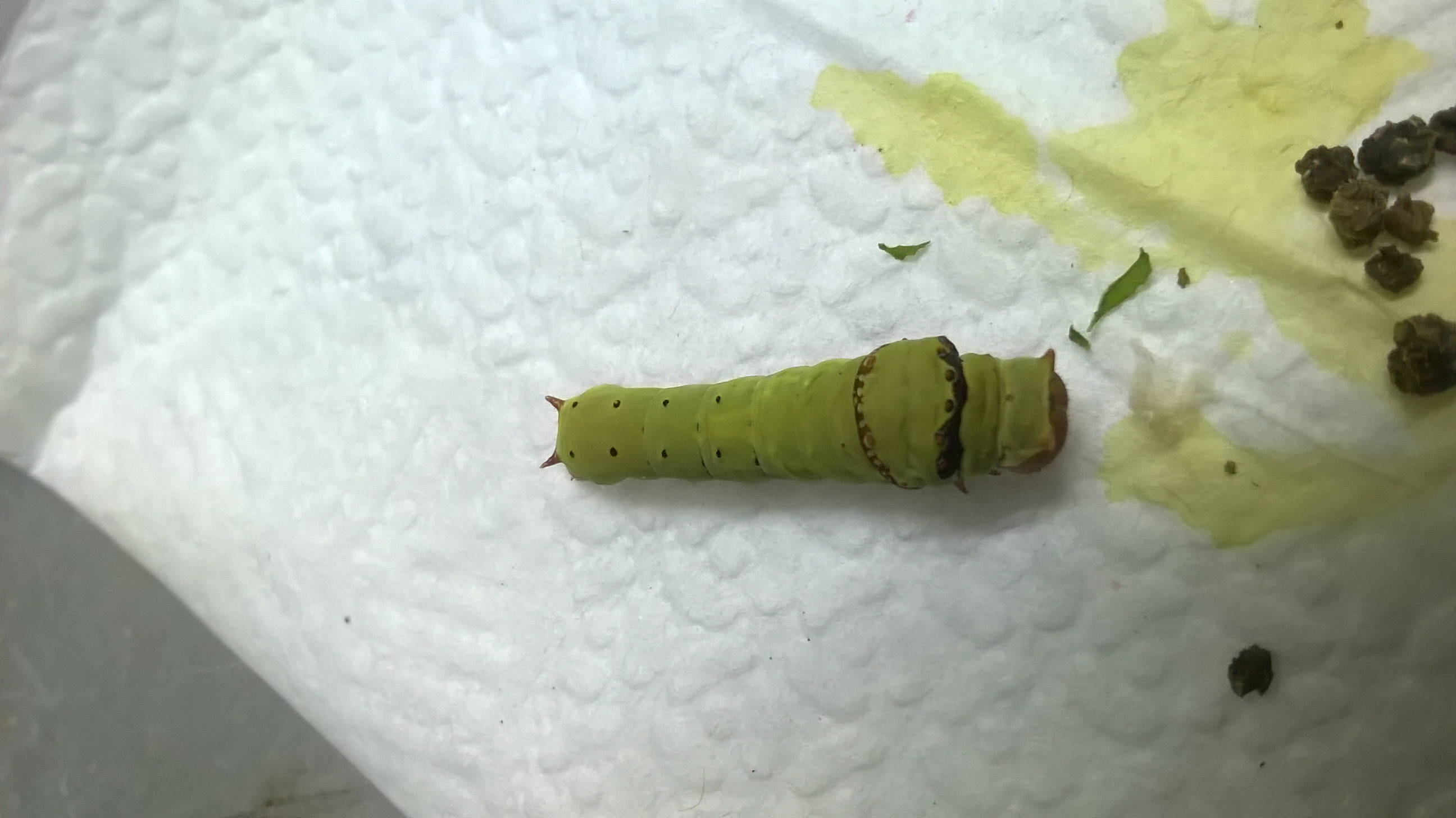
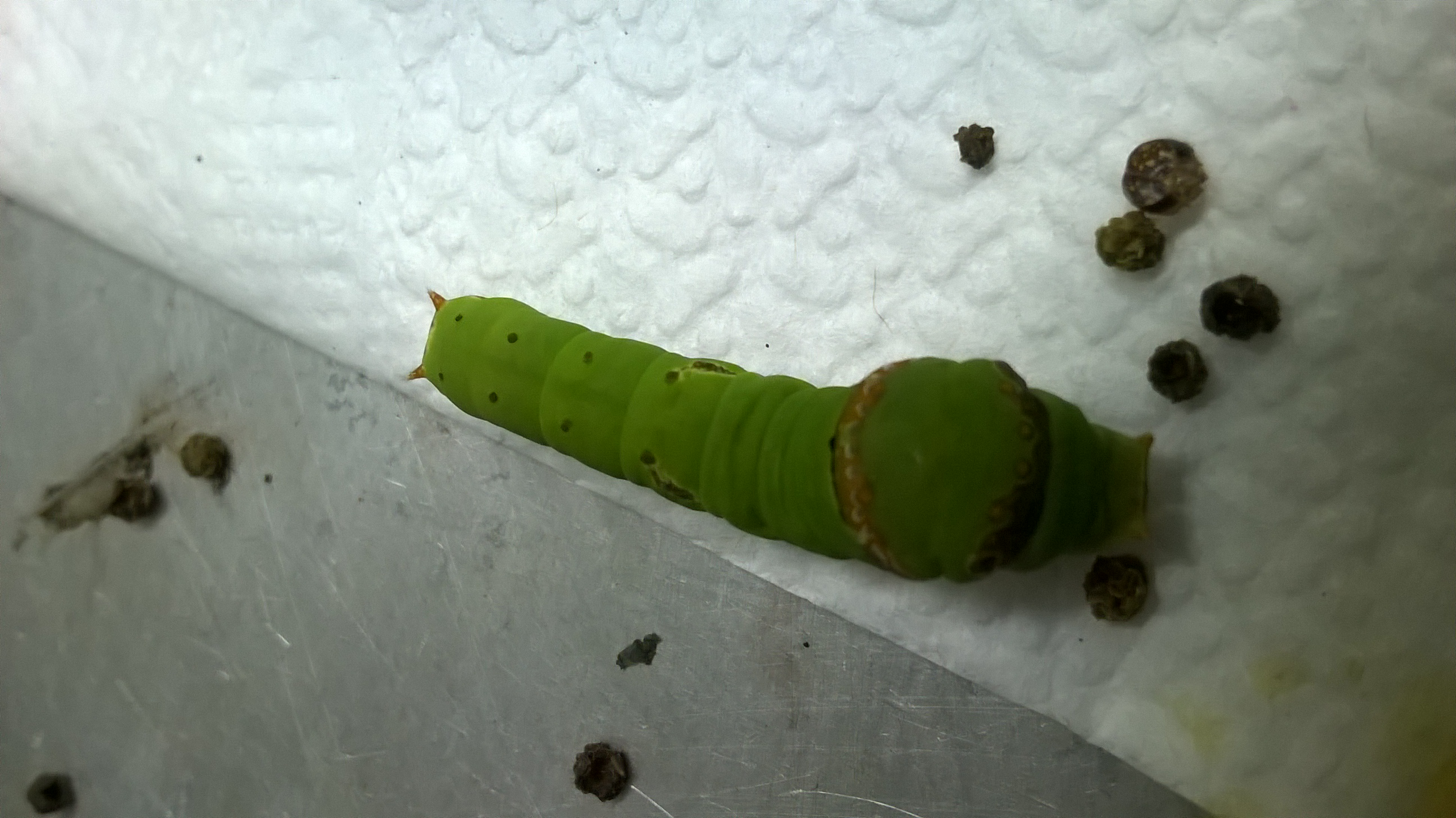
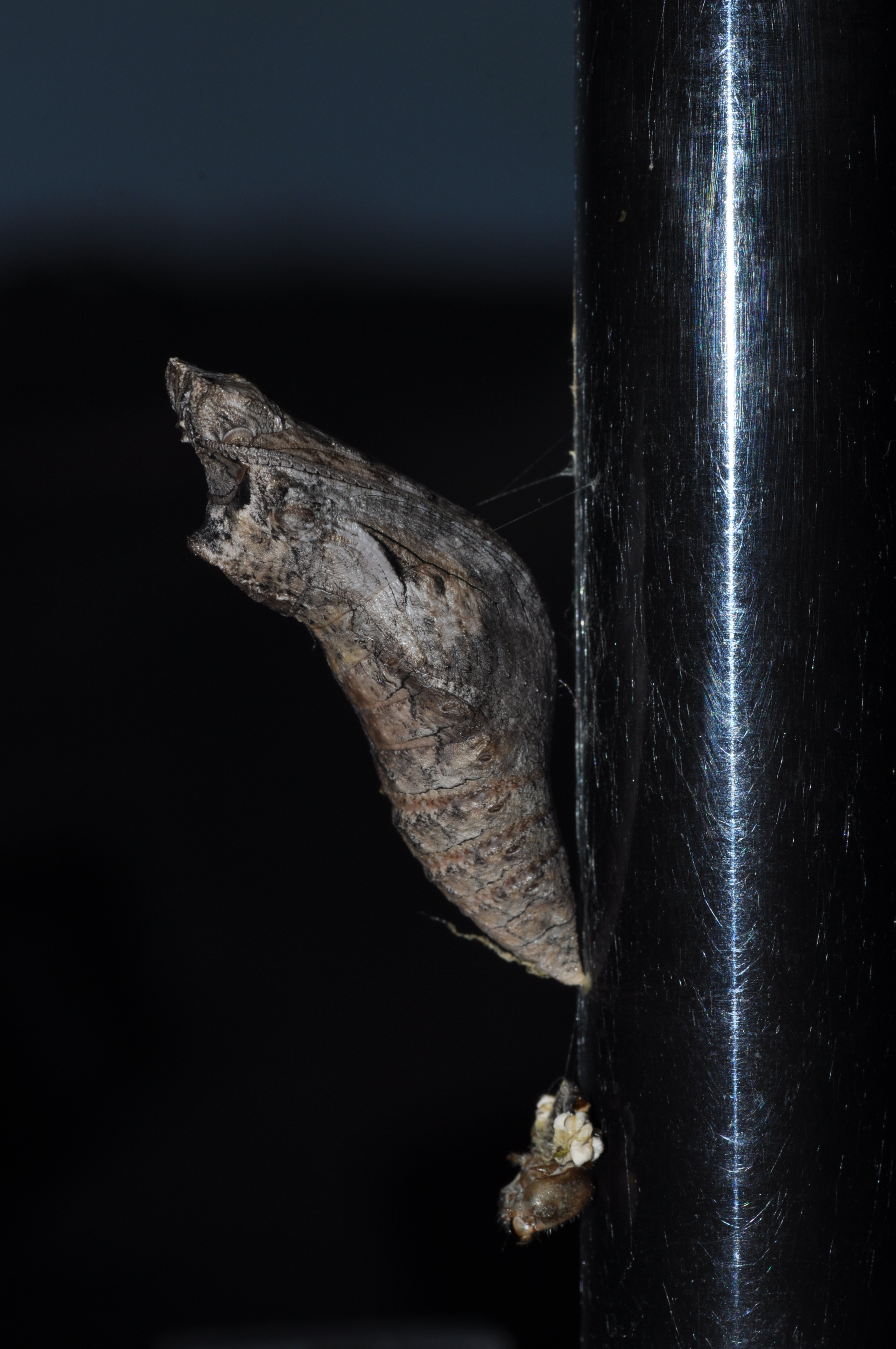

## 分布
アラビア半島、バルチスタン、インド半島、セイロン島、インドシナ半島、中国大陸南部、マレー半島及び小スンダ列島周辺、台湾、フィリピン、ニューギニア、オーストラリアなど広範囲に分布。また近年はカリブ海のドミニカ共和国、ジャマイカ、プエルトリコにも帰化している。
日本国内では与那国島での記録が最も多く、台湾産亜種 (P. d. libanius) が迷蝶として飛来し、しばしば一時的に発生していると考えられている。

## 亜種
- P. d. demoleus Linnaeus, 1758 - 原名亜種、中国大陸南部からアジア大陸の南部を経てアラビア半島までの地域
- P. d. libanius Fruhstorfer, 1908 - 台湾、フィリピン、スラ諸島、タラウド諸島
- P. d. malayanus Wallace, 1865 - スマトラ島、マレー半島
- P. d. novoguineensis Rothschild, 1908 - パプア・ニューギニア
- P. d. sthenelus Macleay, 1826 - オーストラリア
- P. d. stenelinus Rothschild, 1895 - スンバ島、フローレス島、アロール島